# Lilium pinifolium
Lilium pinifolium (chinesisch 松叶百合, Pinyin Sōng yè băi hé) ist eine Pflanzenart aus der Gattung der Lilien (Lilium) in der Sektion Sinomartagon innerhalb der Familie der Liliengewächse (Liliaceae).

## Beschreibung
Lilium pinifolium erreicht eine Wuchshöhe zwischen 10 und 80 cm. Die kleine eiförmige bis rundliche Zwiebel erreicht einen Durchmesser zwischen 3 und 3,5 cm und wird 3 bis 3,5 cm hoch. Die weißen, fleischigen Schuppen werden 2,5 bis 3,5 cm lang und zwischen 2 und 2,5 cm breit. Der unterirdische Teil der Sprossachse reicht 2 bis 3 cm tief. Die Wurzeln sind zumeist Adventivwurzeln aus der Zwiebel.
Die Laubblätter wachsen locker über den Stängel verteilt. Sie sind schmallinear oder nadelförmig und sehr flach. Abaxial, das heißt von der Achse entfernt, werden die Blätter leicht rau, der Blattrand ist mit sehr kleinen Papillen versehen. Die Blattadern verlaufen längs an der Blattunterseite. Die Blätter werden 3 bis 4 cm lang und nur 1 bis 2 mm, selten bis 3 mm, breit.
In Mai und Juni bilden sich immer zwei Blüten aus, sie sitzen an 2,5 bis 3 cm langen Blütenstielen und hängen nach unten. Die Blüte ist an der Basis grün, im weiteren Verlauf weiß, auf ganzer Länge mit roten Flecken übersät. Die Blütenblatthülle besteht aus zwei mal drei gleichgeformten Blütenhüllblättern, also aus sechs Tepalen. Die äußeren Hüllblätter bleiben etwas schmaler, sie werden zwischen 4 und 5 mm breit, als die inneren, die zwischen 6 und 8 mm breit werden, beide werden circa 4 cm lang. Die Form ist bei den äußeren Hüllblättern linear, bei den inneren sehr schmal oval.
Die Honigdrüsen sind dunkelgrün bis schwärzlich und nicht papillös. Das Staubblatt ist grünlich weiß und etwa 2,4 cm lang, der Staubbeutel ist hellbraun und wird zwischen 4 und 5 mm lang. Der Fruchtknoten ist grün und etwa 5 mm lang. Nach der Blüte bildet sich eine Kapselfrucht aus.

## Verbreitung
Lilium pinifolium ist endemisch an nur einer Stelle am Jadedrachen-Schneeberg (chinesisch 玉龍雪山 / 玉龙雪山, Pinyin Yùlóngxuě Shān), nahe der ersten Biegung des Jangtse unweit von Lijiang im Nordwesten der Provinz Yunnan in der Volksrepublik China. Sie wächst dort in Höhenlagen von 3300 bis 3400 Metern über dem Meeresspiegel.

## Systematik
Lilium pinifolium wurde 1985 von Long Jin Peng in Acta Botanica Yunnanica Band 7, Teil 3, Seite 317 erstbeschrieben. Die beschriebenen holotypischen Exemplare sind im botanischen Garten in Kunming archiviert. 1994 stellte Sung Yun Liang sie als Unterart Lilium sempervivoideum subsp. pinifolium (L.J.Peng) S.Yun Liang  zu Lilium sempervivoideum; die Bearbeiter der Flora of China folgten seiner Ansicht jedoch nicht.
Das Epitheton pinifolium der Art stammt vom lateinischen folium pini (= Blatt von Pinus, einer Kiefer) und liegt in den nadelähnlichen Laubblättern der Art begründet.